# Cyrtopodion rohtasfortai
Cyrtopodion rohtasfortai es una especie de gecos de la familia Gekkonidae.

## Distribución geográfica yhábitat
Es endémica de unos montanos en el noreste de Pakistán.